# Mary Mapes Dodge

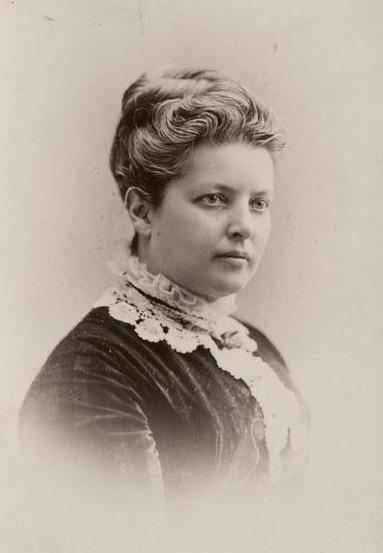
Mary Mapes Dodge, Fotograf und Datum unbekannt.

Mary Elizabeth Mapes Dodge (* 26. Januar 1831 in New York City; † 21. August 1905 in Tannersville, Greene County, New York) war eine US-amerikanische Autorin und Herausgeberin von Kinderbüchern und -geschichten. Im 19. Jahrhundert war sie eine Hauptgestalterin der Jugendliteratur.
Dodge war mehr als dreißig Jahre lang mit dem St. Nicholas Magazine verbunden, das in der zweiten Hälfte des neunzehnten Jahrhunderts mit einer Auflage von fast 70.000 Exemplaren zu einer der erfolgreichsten Zeitschriften für Kinder wurde. Sie hatte die Fähigkeit, die Beiträge, die sie wünschte, genau von den Leuten zu bekommen, die sie ihrem Wunsch gemäß schreiben sollten.
Es gelang ihr, viele der großen Schriftsteller der Welt für ihre Kinderzeitschrift zu gewinnen – Mark Twain, Louisa May Alcott, Robert Louis Stevenson, Alfred Tennyson, Henry Wadsworth Longfellow, William Cullen Bryant, Oliver Wendell Holmes, Sr., Bret Harte, John Hay, Charles Dudley Warner, Elizabeth Stuart Phelps Ward und viele andere. Eines Tages erzählte Rudyard Kipling ihr eine Geschichte aus dem indischen Dschungel; Dodge bat ihn, sie für das St. Nicholas aufzuschreiben. Er hatte noch nie für Kinder geschrieben, aber er ließ sich überreden. Das Ergebnis war Das Dschungelbuch.
Nach dem Tod ihres Mannes wandte sich Dodge dem Schreiben zu, um das Geld für die Ausbildung ihrer Söhne zu verdienen. Sie begann, kurze Skizzen für Kinder zu schreiben, und brachte bald einen Band mit dem Titel Irvington Stories (New York, 1864) heraus, der sehr erfolgreich war. Als Nächstes veröffentlichte sie Hans Brinker, or The Silver Skates (New York, 1865); es wurde ins Niederländische, Französische, Italienische, Russische und als Hans Brinker oder Die silbernen Schlittschuhe ins Deutsche übersetzt und von der Académie française mit einem Preis über 1.500 Francs ausgezeichnet. Zusammen mit Donald Grant Mitchell und Harriet Beecher Stowe war Dodge eine der ersten Herausgeberinnen von Hearth and Home und leitete mehrere Jahre lang die Haushalts- und Kinderabteilung dieser Zeitschrift. Als 1873 das St. Nicholas Magazine gegründet wurde, wurde sie dessen Herausgeberin. Weitere von ihr veröffentlichte Bücher waren A Few Friends, and How They Amused Themselves (Philadelphia, 1860), Rhymes and Jingles (New York, 1874), Theophilus and Others (New York, 1876), der Gedichtband Along the Way (New York, 1879) und Donald and Dorothy (New York, 1883). Sie war die Autorin von Miss Maloney on the Chinese Question, das 1870 in Scribner's Monthly veröffentlicht wurde. Dodge verfasste zudem Beiträge für Harper's Magazine, Atlantic Monthly, The Centur und für andere Periodika.

## Leben

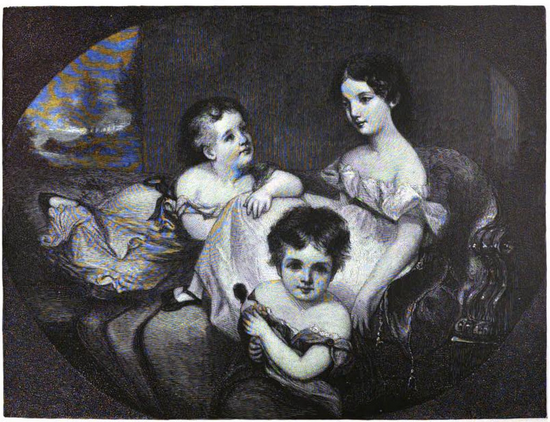
The Sisters, Gravur für das St. Nicholas Magazine von Timothy Cole, nach einem Porträtgemälde von William Page. Das kleine Mädchen, das eine Puppe hält, ist Mary Elizabeth Mapes im Alter von vier Jahren, 1905.

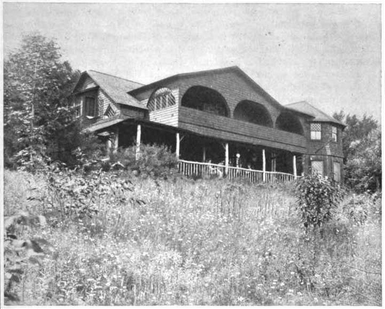
Yarrow Cottage, Onteora Park, Tannersville, 1905.

Mary Elizabeth Mapes wurde als Tochter des Professors für Agrarwissenschaften James Jay Mapes und Sophia Furman (oder Ferrman) geboren. Zu ihren Geschwistern gehörten Charles, Sophia und Catherine. Die Töchter besuchten nie eine Schule. Sie erhielten ihre Ausbildung zu Hause unter der Obhut von Tutoren und Gouvernanten, wobei sie nicht nur in den üblichen englischen Fächern, sondern auch in Französisch, Zeichnen, Musik und Latein sorgfältig unterrichtet wurden. Mary Elizabeth Mapes zeigte schon früh Talente im Zeichnen, Modellieren und musikalischen und literarischen Komponieren.
1851 heiratete sie William Dodge, einen Anwalt aus New York City. Innerhalb der nächsten vier Jahre brachte sie zwei Söhne zur Welt, James und Harrington. Im Jahr 1857 geriet William Dodge in ernste finanzielle Schwierigkeiten und verließ 1858 seine Familie. Einen Monat nach seinem Verschwinden wurde seine Leiche gefunden, nachdem er offenbar ertrunken war. Mit ihren beiden Kindern kehrte Dodge auf das Familienanwesen zurück, ein großes Landhaus in der Nähe von Newark, New Jersey. Hier widmete sie ihr Leben hauptsächlich ihren Kindern. Mit der Zeit sah sie sich gezwungen, das Geld für die Ausbildung der Kinder aufzubringen, und wandte sich zu diesem Zweck dem Schreiben zu. Ein kleines Cottage oder Bauernhaus, das an den Obstgarten des väterlichen Anwesens angrenzte, wurde als Arbeitszimmer genutzt, und Dodge und ihre Jungen verwandelten es bald in eine gemütliche „Höhle“. In dieser einfach eingerichteten Behausung, die weit genug vom großen Haus entfernt war, um Ruhe zu gewährleisten, machte sie sich ernsthaft an die Arbeit. Ein Nachmittag in der Woche gehörte jedoch ausschließlich den Jungen.
Nachdem die Jungen erwachsen waren, lebte Dodge in einem großen Wohnhaus mit Blick auf den Central Park in New York City. 1888 kaufte sie für die Sommersaison ein Cottage, das sie Yarrow nannte, in der Sommerkolonie am Onteora Park in Tannersville, New York, in den Catskill Mountains. Am Anfang war es ein einfaches, kleines, quadratisches Fachwerkhaus, und Dodge hatte große Freude daran, Jahr für Jahr ein Zimmer oder eine Veranda, einen Erker oder einen Anbau hinzuzufügen, bis sie schließlich ein Haus mit vielen Giebeln schuf, in das sie jede Saison zurückkehrte.
Einer ihrer Söhne starb 1881, der andere, James Mapes Dodge, war ein erfolgreicher Erfinder und Fabrikant und lebte in Philadelphia, Pennsylvania. Ihre Schwiegertochter Josephine Kern war 1916 die Bildhauerin der Art-Nouveau-Buchstütze The Good Fairy.
1905 litt Dodge seit mehreren Monaten an einer schweren Krankheit, und man hoffte, dass der übliche Aufenthalt in ihrem Sommerhaus in Onteora sie wieder gesund machen würde, aber sie wurde immer schwächer, bis sie am 21. August 1905 starb. Sie ist auf dem Evergreen Cemetery in Hillside, New Jersey, beerdigt. Teile des Nachlasses werden im Special Collections Department University of Virginia Library aufbewahrt.

## Herausgeberin
1859 begann sie gemeinsam mit ihrem Vater, zwei Zeitschriften herauszugeben, den Working Farmer und das United States Journal. Nachdem sie 1869 ein Buch über häuslichen Zeitvertreib mit dem Titel A Few Friends herausgebracht hatte, nahm sie 1870 die Stelle als Mitherausgeberin von Hearth and Home an. Bei dieser Zeitschrift handelte es sich um eine wöchentliche Familienzeitschrift, deren Herausgeber Harriet Beecher Stowe und Donald Grant Mitchell waren. Für diese Zeitschrift übernahm sie die Abteilungen Haushalt und Jugend, und schon bald war Dodge als Herausgeberin genauso bekannt wie als Autorin. Die Auflage der Zeitschrift wurde erheblich gesteigert, und das Ressort selbst entwickelte sich rasch zu einem sehr wichtigen Bestandteil der wöchentlichen Ausgaben. Ihre Arbeit auf diesem Gebiet erregte die Aufmerksamkeit von Roswell Smith aus dem Direktorium von Charles Scribner’s Sons, die das Century Magazine herausgab, und die die Herausgabe einer neuen Jugendzeitschrift in Erwägung zogen. Die Entscheidung für das Projekt wurde am Ende an die Voraussetzung geknüpft, dass Dodge die Herausgeberschaft übernahm. In der Zwischenzeit hatte Dodge jedoch, um sich ganz dem Schreiben widmen zu können, bereits ein sehr attraktives Angebot abgelehnt, Herausgeberin von Hearth and Home zu werden. Ihre beiden Söhne waren damals auf dem College, und es war schließlich der jüngere Sohn, der den Ausschlag zugunsten des Scribner-Vorschlags gab. Er hatte studiert, bis er keine Kraft mehr hatte, und seine Mutter war der Meinung, dass er einen längeren Urlaub und einen Tapetenwechsel brauchte. Sie selbst hatte sich schon lange gewünscht, ins Ausland zu gehen, und so nahm sie das Angebot an, als ihr ein Gehalt angeboten wurde, mit dem sie am Tag des vorläufigen Angebots im Frühjahr beginnen konnte, mit der Zusage, dass die erste Nummer der Zeitschrift erst im Januar erscheinen würde, und mit der Freiheit, die dazwischen liegende Zeit zu verbringen, wo und wie sie wollte. Von Anfang an lag alles in ihren Händen, auch der Name, für den sie St. Nicholas wählte. Das Haus beschloss, die erste Nummer im November herauszubringen, und Dodge kehrte aus Europa zurück, nachdem sie in den dortigen Veröffentlichungen nichts gefunden hatte, was ihren ursprünglichen Plan geändert hätte. Am Ende des Jahres hatte die neue Zeitschrift alle Konkurrenten überflügelt. Wenige Monate nach Erscheinen der ersten Nummer räumte der konkurrierende Verlag James R. Osgood & Co. ein, dass sie gegen ihren Konkurrenten nicht bestehen konnten, und machten einen Vorschlag, der zur Verschmelzung von Our Young Folks mit St. Nicholas führte.

## Autorin

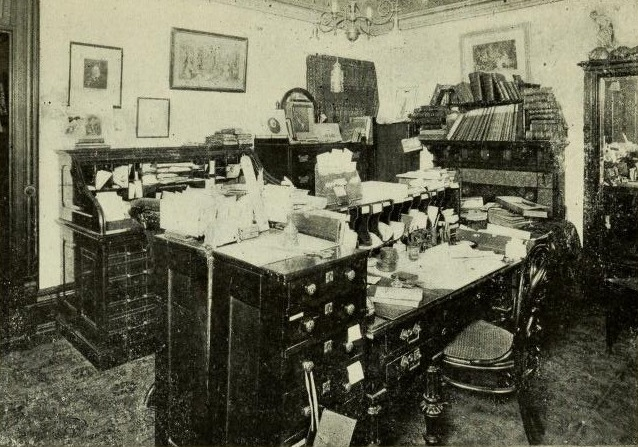
Dodges Schreibtisch, 1903.

Dodges erster veröffentlichter Artikel, Shoddy Aristocracy in America, und die Art und Weise seiner Veröffentlichung waren ebenso das Ergebnis ihrer Empfänglichkeit für die menschlichen und literarischen Reize des Lebens wie für ihren Sinn für Humor und ihren Instinkt für künstlerischen Ausdruck. Da der Artikel auf persönlichen Beobachtungen beruhte, wurde er an das Londoner The Cornhill Magazine geschickt, eine eher konservative, vorsichtige Zeitschrift. Postwendend erhielt sie eine Zahlung von 50 Pfund und eine Anfrage für eine Artikelreihe. Zu Dodges Erstaunen wurde der Artikel ganz oder teilweise von vielen führenden Zeitungen in den Vereinigten Staaten nachgedruckt.
Ihre erste Kurzgeschichte My Mysterious Enemy wurde sofort von Harper's Magazine angenommen, und einer ihrer charakteristischsten humoristischen oder satirischen Essays, "The Insanity of Cain", erlangte nach der Veröffentlichung in Scribner's Monthly sofortige Popularität. Dieser Artikel entstand aus einer Bemerkung gegenüber Roswell Smith, als Dodge und er über den kürzlichen Freispruch eines Verbrechers aufgrund von emotionaler Unzurechnungsfähigkeit diskutierten.
Nach der Veröffentlichung mehrerer Essays und Geschichten für Erwachsene in führenden Zeitschriften brachte Dodge 1864 ihr erstes Buch mit Kurzgeschichten für Kinder unter dem Titel The Irvington Stories (1864) heraus. Es war ein bescheidenes, mit Musselin bezogenes Duodezimobuch mit drei oder vier Illustrationen von Felix Octavius Carr Darley. Es war so beliebt, dass der Verleger nach einer zweiten Serie oder einer Fortsetzung fragte.
Aber Dodge hatte in der Zwischenzeit mit der Arbeit an einer längeren Erzählung begonnen. Wie die übrige Leserschaft war sie von den kürzlich erschienenen Geschichten von John Lothrop Motley, The Rise of the Dutch Republic und The History of the United Netherlands, begeistert und fasziniert. Sie beschloss, die Niederlande zum Schauplatz einer Jugendgeschichte zu machen und den Jugendlichen so viel von der Geschichte dieses Landes zu vermitteln, wie sich durch die Entwicklung eine fiktiven Geschichte auf natürliche Weise ergeben sollte. In der Praxis improvisierte sie die Geschichte als "Gute-Nacht-Geschichte" für ihre Jungen. Da sie die Niederlande noch nie gesehen hatte, durchstöberte sie Bibliotheken nach Büchern über die Niederlande, ließ sich von jedem Reisenden, den sie kannte, über das Land erzählen und unterzog jedes Kapitel der Kritik zweier in ihrer Nähe lebender Niederländer. Als der Verleger das Manuskript erhielt, war er enttäuscht, keine zweite Kurzgeschichtensammlung zu erhalten, und war versucht, es abzulehnen. Aber da nichts anderes verfügbar war veröffentlichte er widerstrebend die dann erfolgreichste Jugenderzählung jener Zeit, Hans Brinker, or the Silver Skates (1865).  Sie wurde sofort ein Bestseller, in verschiedene Sprachen übersetzt und erhielt einen Preis der Académie française.
Im Jahr 1874 veröffentlichte Dodge Rhymes and Jingles, dessen Erfolg von der ersten Ausgabe an fast so groß war wie der von Hans Brinker. Drei Jahre später, 1877, veröffentlichte sie ein Buch mit Essays und Kurzgeschichten für Erwachsene mit dem Titel Theophilus and Others, das unter anderem die humoristische Komödie Miss Maloney on the Chinese Question (Miss Maloney über die chinesische Frage) in irischem Dialekt enthielt.
1879 wurde eine Sammlung von Gedichten und Versen für erwachsene Leser mit dem Titel Along the Way veröffentlicht. Im Jahr 1894 brachte sie zwei weitere Bücher heraus: The Land of Pluck, eine Sammlung von Skizzen und Erzählungen, die ihren Namen von dem einleitenden Artikel über Holland hat, und When Life is Young, das mit ihrem bekannten Gedicht The Menuet beginnt. Während ihrer Karriere als Lektorin veröffentlichte Dodge sieben Bücher für Erwachsene sowie zwei Bücher für Kleinkinder, Baby Days und Bay World.
Dodges Schreiben interpretiert die Kindheit: „The child's world is a different world, a preparatory world, a world that is coming on. You must build yourself around the humanity of childhood.“

## Werke (Auswahl)
Einige Bücher sind online auf der Website der Baldwin Library of Historical Children's Literature der University of Florida verfügbar.
Prosa
- The Irvington Stories (1864)
- Hans Brinker, or The Silver Skates (1865)
- A Few Friends and How They Amused Themselves (1869)
- Baby Days (1876)
- Theophilus and Others (1876)
- Donald and Dorothy (1883)
- Baby World (1884)
- The Land of Pluck (1894)

Lyrik
- Rhymes and Jingles (1874)
- Along the Way (1879)
- When Life Is Young (1894)

## Weitere Literatur
- Mary Mapes Dodge, American author. Encyclopaedia Britannica Online, 17. August 2021, abgerufen am 4. September 2021.
- John Howard Brown: Dodge, Mary Mapes. In: The Twentieth Century Biographical Dictionary of Notable Americans. Band III. The Biographical Society, Boston 1904, S. 274 (archive.org).
- Susan R. Gannon und Ruth Anne Thompson: Mary Mapes Dodge (= Twayne's United States Authors Series). Twayne Publishers Inc., New York City 1993, ISBN 978-0-8057-3956-5.
- Susan R. Gannon, Ruth Anne Thompson und Suzanne Rahn: St. Nicholas and Mary Mapes Dodge: The Legacy of a Children's Magazine Editor, 1873-1905. MacFarland & Co., Jefferson, NC 2004, ISBN 0-7864-1758-7.
- Angela Sorby: A Visit from St. Nicholas: The Poetics of Peer Culture, 1872–1900. In: American Studies. Band 39, Nr. 1, 1998, S. 59–74, JSTOR:40642948.